# آرشي وود
آرشي وود (بالإنجليزية: Archie Wood)‏ (18 مارس 1926 في المملكة المتحدة - 17 يونيو 1986) هو لاعب كرة قدم بريطاني (وحمل سابقاً جنسية المملكة المتحدة لبريطانيا العظمى وأيرلندا) في مركز جناح ‏. لعب مع نادي ترانمير روفرز لكرة القدم ونادي ويتون ألبيون.